# Молукски ибис
Молукският ибис (Threskiornis molucca) е вид птица от семейство Ибисови (Threskiornithidae).

## Разпространение
Видът е разпространен в Австралия, Индонезия, Папуа Нова Гвинея и Соломоновите острови.